# Hälsingland
För andra betydelser, se Hälsingland (olika betydelser).
Hälsingland är ett landskap i södra Norrland i Mellansverige. Det gränsar i söder till Gästrikland, i väster till Dalarna och Härjedalen, i norr till Medelpad och i öster Bottenhavet. Landskapet har omkring 150 000 synliga fornlämningar.
Hälsingland ligger norr om limes norrlandicus (biologiska norrlandsgränsen) men i huvudsak söder om den bergiga norrlandsterrängens gräns. I Hälsingland talas hälsingemål, och landskapet anses delas av dialektgränsen mellan norrländska mål och sveamål.

## Landskapsvapen och hertigdöme
Blasonering:I svart fält en gyllene bock med röd beväring.
Hälsinglands landskapsvapen har sitt ursprung i att när de första landskapsvapnen kom till på Gustav Vasas tid, så hade Hälsingland en stor getavel. Hälsingebocken har kommit att bli en ikon för Hälsingland som återfinns som husdekoration och souvenirer.
Prinsessan Madeleine innehar titeln som Hälsinglands hertiginna, likaså Gästriklands.

## Etymologi

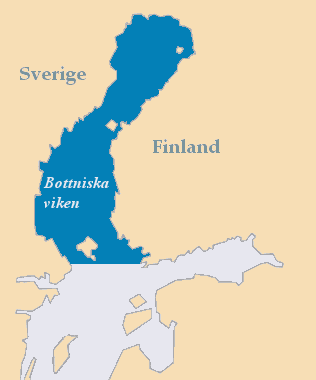
Bottniska viken, ursprungligen Helsingjabotn, är den hals som folknamnet hälsing härrör ifrån.

Det tidigaste omnämnandet av hälsingar kan vara i den engelska dikten Widsith från 900-talet, som talar om ett folk som kallas Hælsings och regerades av en i övrigt okänd sagokung vid namn Wada. Namnet Hälsingland nämns för första gången av Adam av Bremen i slutet av 1000-talet som Halsingland i samband med ledungen. Landskapet omnämns även i Florenslistan, ursprungligen från 1103, i sin latinska form "Helsingia".
Hälsingland är ett inbyggarnamn och har betydelsen ”hälsingars land”. Hälsing i sin tur har tolkats som en kombination av ordet hals och efterleden inge, 'inbyggare'. Vad hals åsyftar har debatterats; emellertid har det inget med kroppsdelen att göra. De tolkningar som framförts har rört sig om antingen en trång del av vatten (jämför med Helsingborg-Helsingör), det vill säga ett smalt vattendrag, eller ett smalt landstycke. Ett flertal vattendrag har framförts, som till exempel tre havsvikar som i äldre tid trängde in i landskapet (Alir, Sundhed och Nordanstig) men likaså eden i Sundhed har angivits som möjlig rot. Den vanligaste uppfattningen är däremot att den hals som åsyftas är Bottniska viken och att befolkningen som bodde längs dess stränder, på ömse sidor, var hälsingar. Här har det också framhållits att Bottniska vikens smalaste del kallas för Kvarken, det vill säga ”strupen”. Utvecklingen från Halsing- till Helsing- härrör från det så kallade i-omljudet (jämför med den historiska förleden Jamt- i Jämtland) och dagens stavning med ä stammar från början av 1900-talet emedan bokstaven då var ”modärn”. I motsats till Helsingborg (som i 60 år stavades Hälsingborg) har stavningen av Hälsingland inte ändrats tillbaka.
Hälsingland har också en landsnamnman som Snorre Sturlasson berättar om i sin Heimskringla (Håkan den godes saga) från 1200-talet. Tore Hälsing (fornnordiska: Þórir helsingur) var sonsonen till Ketil Jamte (Jämtlands landsnamnman) som tvangs fly österut genom skogarna efter att ha anklagats för dråp. Han kom att bosätta sig där och senare följde många efter; landet som sträckte sig till kusten blev kallat Helsingjaland. Han fick senare sin hämnd då han blev utsedd till kung över Jämtland och fler delar. Hälsingland ingick med säkerhet i hans kungadöme.
Hälsingland är unikt i Sverige då det är det enda landskapsnamn som används som svordom, en eufemism för helvete som belagts tidigast på 1690-talet.

## Geografi
Landskapet är odlingsbart i området under högsta kustlinjen, där sedimentjord återfinnes. Detta innefattar slättmarken längs den 20 till 30 kilometer breda kustremsan och älvdalarna, samt i den cirkulära sänkan i Dellenområdet, där en meteoritkrater uppstod för 100 miljoner år sedan. Områdena ovanför högsta kustlinjen utnyttjades tidigare genom fäbodar (för bete och äng) och bodland (utgårdar med åker och äng).

## Historia

### Stenålder
På Hedningahällan i Enångers socken i Hälsingland har heterogen keramik från 2000–2200 f.Kr. återfunnits som indikerar kulturmöte mellan den sydliga gropkeramiska kulturen (samlar-jägarkultur utbredd i sydöstra och södra Sverige) och den östliga Kiukaiskulturen (en sammansmältning av stridsyxekultur och kamkeramiska kulturen som främst återfinnes i Finland). Vete och korn har påträffats, men tros vara medförda till platsen, och inte lokalt odlade.

### Bronsålder

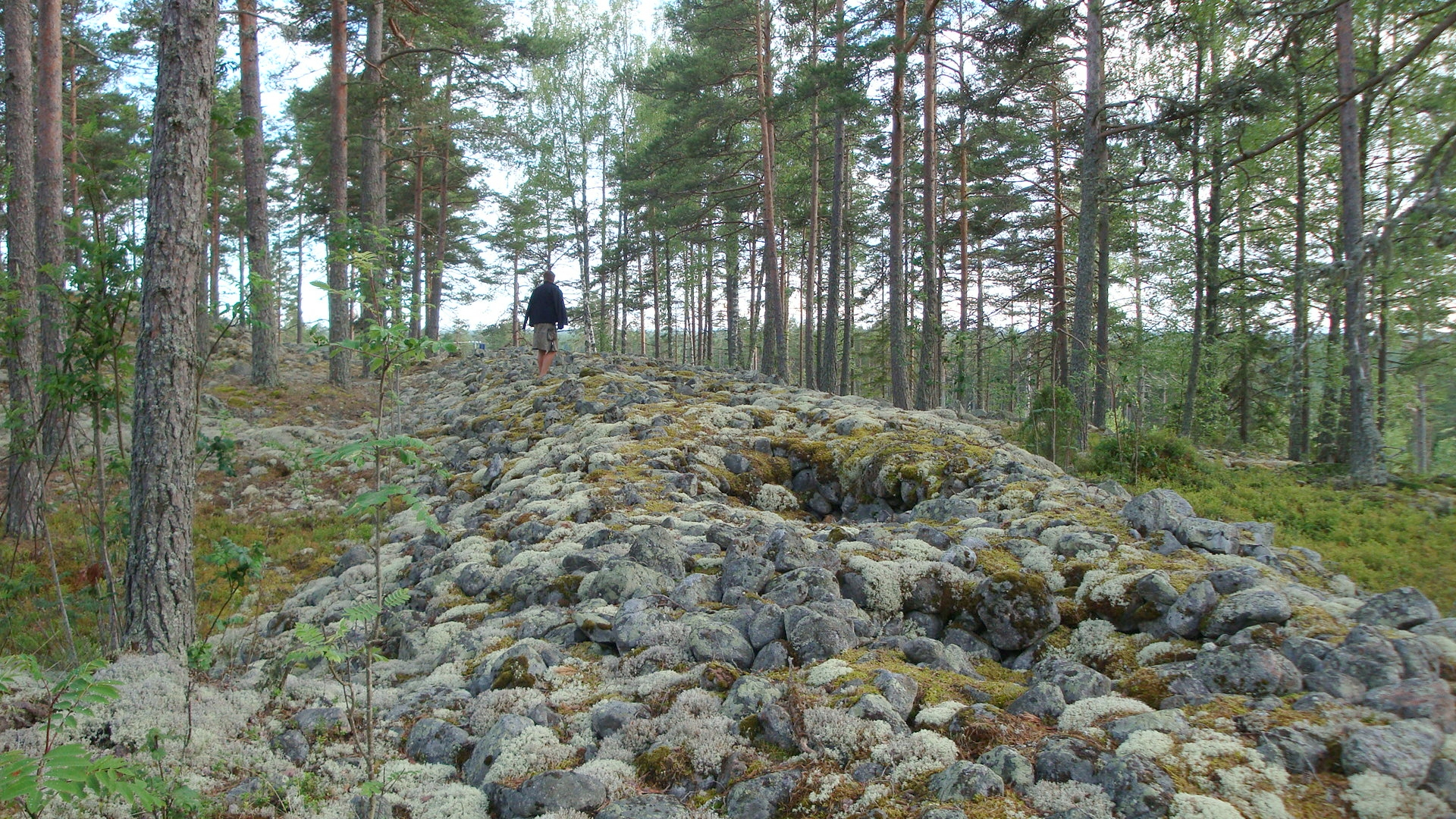
Det fyrtio meter långa bronsåldersröset i Svartviks by i Norrala socken i Hälsingland (Riksantikvarieämbetets fornlämnings-ID: Norrala 19:1). Groparna i långröset är sannolikt rester efter igenrasade gravkistor. Det mindre långröset intill – Norrala 19:2 – är sexton meter långt och har en bevarad gravkista av kantställda hällar (ej i bild).

En vanlig fornlämningstyp från bronsåldern i Hälsingland och övriga mellannorrland är de gravrösen som ligger som ett pärlband i kustlandet, nära den dåvarande strandlinjen.
Odling och betesdrift introducerades i Hög och Hälsingtuna socknar samt i södra Hälsinglands inland under yngre bronsålder, där odling har daterats till 1000 f.Kr. och kontinuerligt fortsatt på närliggande område under järnålder. Den odlande kulturen når Hälsinglands kustland kring år 400 f.Kr.

### Järnåldern
Exempel på rika järnåldersfyndplatser är Forsa socken där två fornborgar finns registrerade. Dessa ingick i den fyndtäta geografiska triangeln mellan Norrala socken (vid dagens Söderhamn), Mjälleborgen (Östersund, Jämtland) och Gene (Örnsköldsvik, Ångermanland), där ett självständigt småkungarike tros ha uppstått. Mellannorrlands gårdar (norr om Norrala) tappade emellertid sin elitbetonade prägel på 500-talet och fram till vikingatid, och de samhälleliga strukturerna i hela Mellannorrland kollapsade på 600-talet, sannolikt till följd av konkurrens från järnproduktion som då uppstått i Gästrikland och sydvästra Hälsingland.
Rikligt med vikingatida runinskrifter finns i landskapet, se Lista över Hälsinglands runinskrifter, de flesta från 1000-tal. Den äldsta bevarade nordiska rättskällan är sannolikt Forsaringen från Hälsingland, av de flesta forskare daterad till 900-talet, av andra medeltid

### Stor-Hälsingland fram till 1600-talet

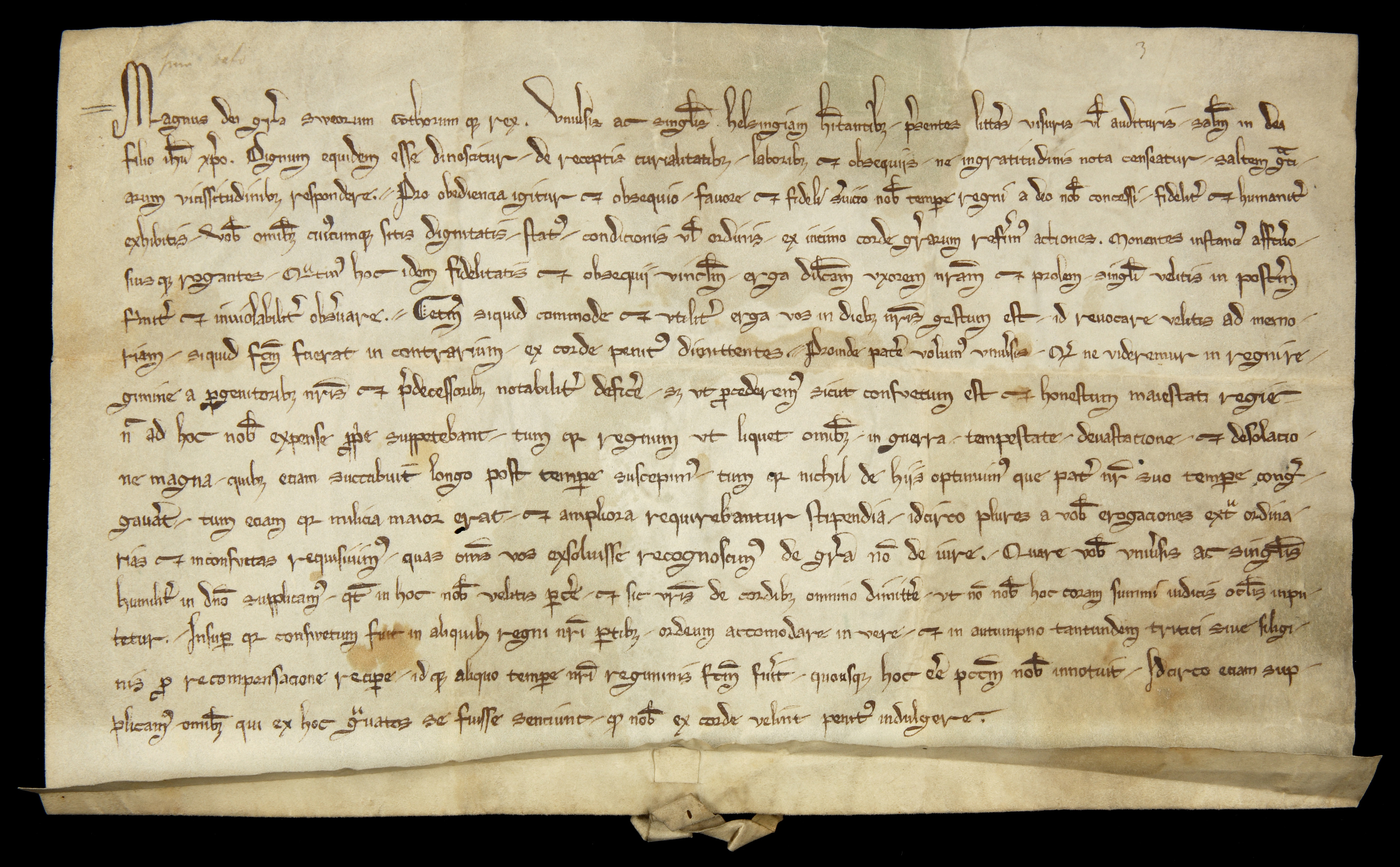
Kung Magnus Ladulås skriver 1280 till invånarna i Hälsingland och tackar för stöd och hjälp under sin tid som kung.

Hälsingland (i sentida litteratur kallat Stor-Hälsingland) var före unionstiden det gemensamma namnet för den norrländska kustbygden norr om Ödmården som under medeltiden kom att lyda under Hälsingelagen (bevarad från 1320) och uppbära ledungsskatt till den svenska kronan. Området omfattade sålunda hela det som skulle bli Norrland, så långt det var bebott av svenskar, utom Gästrikland, som var en del av Uppland. Hälsingland ansågs av kronan sträcka sig till Ule älv och Ule träsk i nuvarande Finland.
Den del av Stor-Hälsingland som låg väster om Bottniska viken motsvarar således dagens Hälsingland, Ångermanland, Medelpad och södra Västerbotten, och var uppdelat i tredingar. Den södra delen kallades Sundhed, som i något senare tid delades i prostadömena Alir (sydvästra delen) och Sundhed (nordöstra delen), eller södra och norra prosteriet, vilka i huvudsak motsvarar det nuvarande Hälsingland. Alir och Sundhed hade var sin lagman, men i slutet av 1300-talet slogs de båda lagsagorna samman. Den gemensamme lagmannen höll lagmansting vid sockenkyrkorna och ofta även allmänna landsting för hela landskapet. Denne lagman stod dock i ett underordnat förhållande till Upplandslagmannen. Ett exemplar av Hälsingelagen förvarades i Selånger i nuvarande Medelpad.
Stenfinn (Staffan), "Hälsinglands apostel", var biskopsvigd missionär som omkring år 1060 utsändes från Hamburg-Bremen, och enligt traditionen döpte många hälsingar, men efter 1072 jagades bort och led martyrdöden, begravdes i Norrala och kom att dyrkas som helgon. Kyrkor började därefter byggas, ofta vid etablerade handels-, tings- och kultplatser, ibland av förmögna personer som gårdskyrkor.
Hälsingland hade vid ingången till 1300-talet ett löst förhållande till Sverige. Så sent som 1317 slog hälsingarna ihjäl sveakungens skatteuppbördsman, men år 1331 hade samarbetet med Sverige och beskattningen börjat accepterats och statsmakten började se Hälsingland som del av Sverige. Ännu år 1374 lydde Hälsingland under sin egen landskapslag, som därefter ersattes med landslagar. Men statsmakten hade fortsatt problem med att få hälsingarna att se sig som en del av Sverige. Beskattningen fortsatte att vara ett problem fram till Gustav Vasas tid vid makten, varefter problemen avtog successivt.

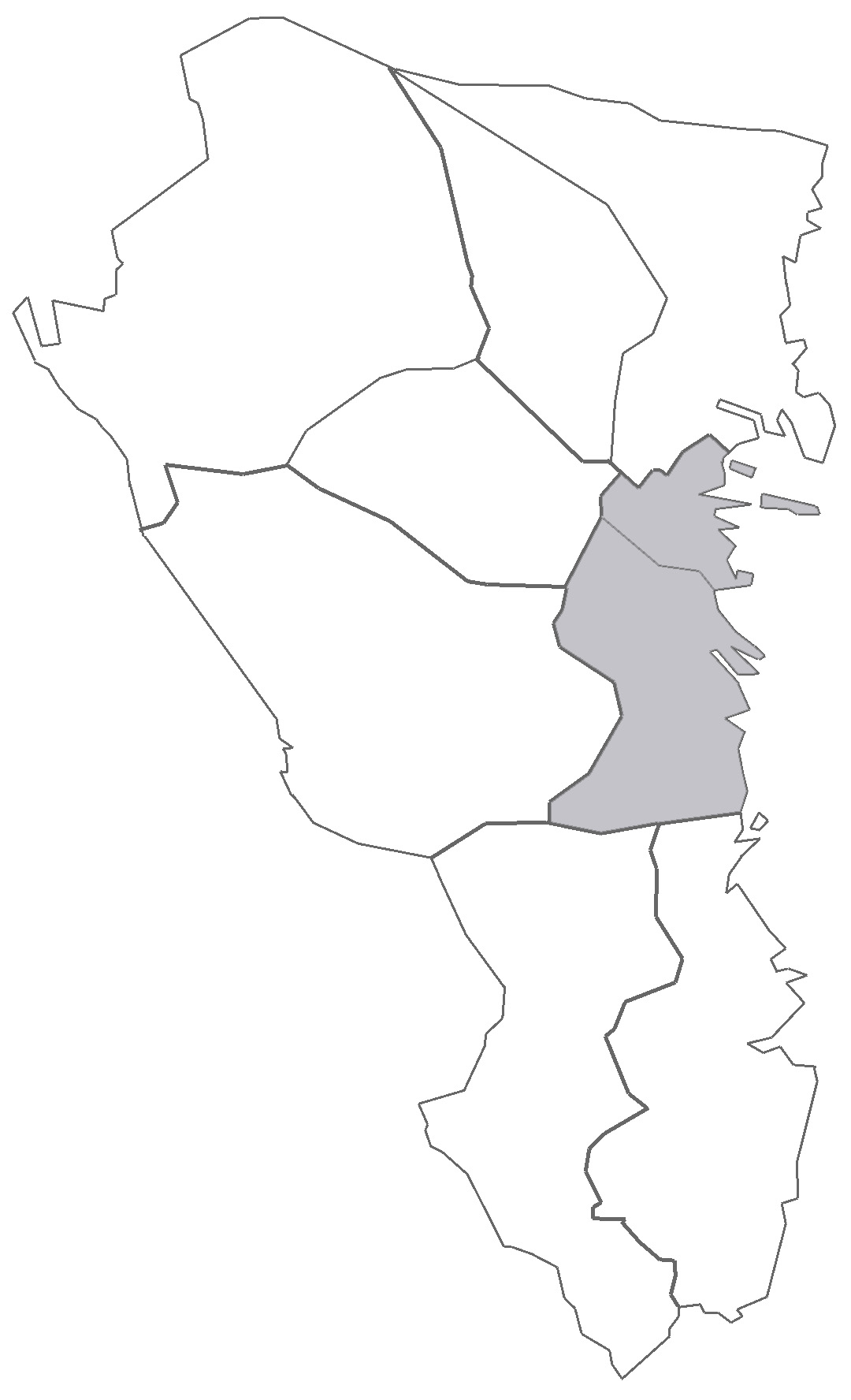
Områden i Gävleborgs län, här sydöstra Hälsingland

Karta över Hälsingland. Troligen från 1700-talet

### Indelningar från 1600-talet och framåt

#### Socknar
Dessa bildades huvudsakligen under medeltiden.
Sydöstra Hälsingland
- Mo
- Norrala
- Rengsjö
- Skog varur Lingbo församling utbröts 1917
- Söderala varur Bergviks församling utbröts 1914 och Ljusne församling 1917
- Trönö
- Enånger
- Njutånger
- Nianfors bildades 1869 ur delar från Arbrå socken, Njutånger socken, Enångers socken och Forsa socken

Sydvästra Hälsingland
- Hanebo socken
- Segersta socken
- Bollnäs socken landskommunen uppgick 1959 i Bollnäs stad, ur socknen utbröts 1906 Bollnäs köping och 1923 Björkhamre köping
- Alfta socken varur Ovanåkers socken utbröts 1639
- Ovanåkers socken bildades 1639 ur Alfta socken, 1759 utbröts Voxna socken
- Voxna socken bildades 1759 ur Ovanåker socken

Nordöstra Hälsingland
- Delsbo socken
- Norrbo socken
- Bjuråkers socken
- Bergsjö socken
- Forsa socken
- Gnarp socken
- Harmånger socken
- Hassela socken
- Hälsingtuna socken
- Högs socken
- Idenor socken
- Ilsbo socken
- Jättendals socken
- Rogsta socken

Nordvästra Hälsingland
- Arbrå socken varur en del av Nianfors socken utbröts 1869
- Färila socken varur Los socken utbröts 1748 och Kårböle församling 1923, kallades mellan 1923 och 1954 Färila-Kårböle socken
- Järvsö socken
- Ljusdals socken varur Ramsjö socken utbröts 1852
- Los socken bildades 1748 ur Färila socken, till vilken Hamra församling överfördes från Orsa socken 1846 för att 1931 brytas ut som egen församling
- Ramsjö socken bildades 1852 ur Ljusdals socken
- Undersviks socken
- Ytterhogdals socken bildades under medeltiden ur Färila socken, Ängersjö socken utbröts 1925
- Ängersjö socken bildades 1925 genom utbrytning ur Ytterhogdals socken

Utanför socknarna och med egen jurisdiktion fanns Hudiksvalls stad med Hudiksvalls rådhusrätt till 1945, Söderhamns stad med Söderhamns rådhusrätt till 1964. För Bollnäs stad, bildad 1942, inrättades aldrig någon rådhusrätt. 

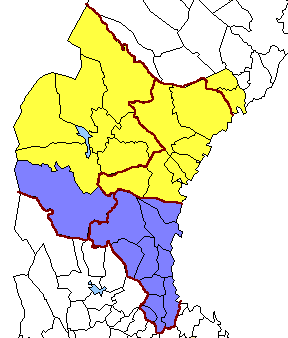
1645 bildades Hudiksvalls län (blått) och Härnösands län (gult). Dessa sammanslogs 1654 till Västernorrlands län (både gult och blått), som 1762 delades i Gävleborgs län (blått) och Västernorrlands län (gult). Dagens länsgränser kan ses i rött.

#### Län och regioner
När den moderna länsindelningen infördes som en följd av 1634 års regeringsform kom Hälsingland att tillhöra Västernorrlands län. Detta delades under perioden 1646–54 upp i Hudiksvalls län och Härnösands län, varvid Hälsingland hörde till det förra. De båda länen sammanslogs åter till Västernorrlands län 1654. Sedan Gävleborgs län bildades 1762 har Hälsingland hört dit.
En mycket liten del av södra Attmars socken, som annars till största delen ligger i Medelpad i Västernorrlands län, ligger i Hälsingland. En liten del i sydvästra Bollnäs kommun kring Kölsjön som ligger i Dalarnas län. 1864 överfördes Ytterhogdals socken till Jämtlands län.
Hälsingland tillhör den informella regionen Nedre Norrland och riksområdet Norra Mellansverige. Hälsingland ingår i vissa sammanhang (exempelvis SMHI:s distriktsindelning) i Södra Norrland, och överlappar i andra (exempelvis järnåldersarkeologi) med Mellannorrland.

#### Fögderier
Socknarna i södra Hälsingland hörde 
- från 1720 till 1918 till Södra Hälsinglands fögderi även Norra Hälsinglands fögderi (Enånger, Nianfors och Njutångers socknar)
- från 1918 till 1991 de i sydöstra till Söderhamns fögderi (dock Rengsjö socken från 1971 till Bollnäs fögderi). Enångers, Nianfors och Njutångers socknar dock till Hudiksvalls fögderi 1946)
- från 1918 till 1991 de i sydvästra till Bollnäs fögderi.

Socknarna i nordvästra Hälsingland hörde
- från 1720 till 1864 till Norra Hälsinglands fögderi (Ljusdals, Ramsjö, Färila, Ytterhogdals och Los socknar) och Södra Hälsinglands fögderi (Arbrå och Undersvik socknar)
- Från 1864 till 1918 till Västra Hälsinglands fögderi.
- Från 1918 till Ljusdals fögderi och Hudiksvalls fögderi (för Arbrå och Undersviks socknar till 1946 och de tillhörde därefter till Bollnäs fögderi).
- För Ytterhogdals socken som 1864 övergick till Jämtlands län så hörde den socknen mellan 1864 och 1884 till Härjedalens fögderi, mellan 1884 och 1970 till Jämtlands södra fögderi (från 1925 också Ängersjö socken) och från 1971 till Östersunds fögderi (liksom Ängersjö socken)

Socknarna i nordöstra Hälsingland hörde
- från 1720 till 1918 till Norra Hälsinglands fögderi
- Från 1918 till 1991 till Hudiksvalls fögderi.

#### Lagsaga, domsagor, tingslag och tingsrätter
Hälsingland omfattades under tidig medeltid av Hälsingelagen och var då uppdelad i flera lagmanssdömen. Förmodligen i samband med landslagens antagande i slutet av 1300-talet kom Hälsingland utgöra en jurisdiktion underställd en underlagman inom Upplands lagsaga. Från 1611 ingick Hälsingland i Norrlands lagsaga, 1718-1719 ingick området i Hälsinge läns lagsaga, för att från 1720 ingå i Västernorrlands lagsaga tills denna avskaffades 1849. Först 1671 inrättades häradsrätter i området som då delades in i tingslag och domsagor.
Från 1671 till 1770 tillhörde hela Hälsingland (förutom Ytterhogdals socken) en domsaga, Hälsinglands domsaga, bestående av två delar, det norra och södra kontraktet. Före 1693 fanns det 19 tingslag, ett för varje socken, dock sammanslagna var Mo och Rengsjö, Segersta och Hanebo, Färila och Ytterhogdal, Norrbo och Bjuråker, Rogsta och Ilsbo, Hälsingtuna och Idenor samt Harmånger och Jättendal. Efter 1693 fanns det elva tingslag.
Från 1771 till 1971 fanns domsagorna: 
- Södra Hälsinglands domsaga (till 1907) för socknarna i sydvästra och sydöstra Hälsingland med:
  - mellan 1694 och 1877: Hanebo tingslag (Skogs, Segersta och Hanebo socknar), Norrala tingslag (Söderala, Norrala, Trönö, Mo och Rengsjö socknar), Bollnäs tingslag (med Bollnäs socken), Alfta tingslag (Alfta, Ovanåkers och Voxna socknar).
  - från 1877 och 1907: Södra Hälsinglands östra tingslag och Södra Hälsinglands västra tingslag.
  - till denna domsaga hörde också till 1831 socknarna Arbrå, Undersåker och Järvsö i nordvästra Hälsingland med tingslagen Arbrå tingslag (även för Undersviks socken) och Järvsö tingslag
- Sydöstra Hälsinglands domsaga (från 1907) för socknarna i sydöstra Hälsingland med
  - mellan 1907 och 1948 Ala tingslag (Skog, Söderala, Norrala, Trönö, Mo och Rengsjö socknar), Enångers tingslag (Enånger, Nianfors och Njutångers socknar)
  - mellan 1948 och 1970 Sydöstra Hälsinglands domsagas tingslag
- Bollnäs domsaga (från 1907) med Bollnäs domsagas tingslag för socknarna i sydvästra Hälsingland
- Västra Hälsinglands domsaga (från 1821) för socknarna i nordvästra Hälsingland (från 1831 för socknarna Arbrå, Undersåker och Järvsö)
  - före 1928: Ljusdals tingslag (även för Ramsjö, Färila (Färila-Kårböle) och Los socknar), Arbrå tingslag (till 1880) (även för Undersviks socken) Järvsö tingslag (till 1880) och Arbrå och Järvsö tingslag (mellan 1880 och 1928) (även för Underviks socken)
  - Från 1928 Västra Hälsinglands domsagas tingslag
- Norra Hälsinglands domsaga för socknarna i nordöstra Hälsingland med:
  - mellan 1694 och 1907: Delsbo tingslag (Delsbo, Norrbo och Bjuråkers socknar). Forsa tingslag (Forsa, Hög, Ilsbo, Hälsingtuna, Idenor och Rogsta socknar), Enångers tingslag, Bergsjö tingslag (Bergsjö, Harmånger, Jättendal, Gnarp och Hassela socknar) samt före 1821 Ljusdals tingslag
  - mellan 1907 och 1945: Delsbo tingslag (Delsbo, Norrbo och Bjuråkers socknar) samt Forsa och Bergsjö tingslag för övriga socknar.
  - mellan 1945 och 1948: Delsbo tingslag (Delsbo, Norrbo och Bjuråkers socknar) samt Hudiksvalls, Forsa och Bergsjö tingslag för övriga socknar samt Hudiksvalls stad.
  - från 1948: Norra Hälsinglands domsagas tingslag.

Från 1971 fanns 
- Sydöstra Hälsinglands tingsrätt, (till 1972) för socknarna Mo, Norrala, Rengsjö, Skog, Söderala och Trönö i sydöstra Hälsingland
- Bollnäs tingsrätt för socknarna i sydvästra samt Rengsjö och från 1972 några i sydöstra Hälsingland (Mo, Norrala, Rengsjö, Skog, Söderala och Trönö) och för några i västra Hälsingland (Arbrå och Undersvik). Från 1 november 2005 har Bollnäs tingsrätt uppgått i Hudiksvalls tingsrätt.
- Västra Hälsinglands tingsrätt till 1974 för socknarna i västra Hälsingland undantagna Arbrå och Undersviks socknar
- Ljusdals tingsrätt från 1974 för socknarna i nordvästra Hälsingland undantagna Arbrå och Undersviks socknar Från 1 oktober 2000 har Ljusdals tingsrätt uppgått i Hudiksvalls tingsrätt.
- Hudiksvalls tingsrätt för socknarna i nordöstra Hälsingland och från sydöstra området Enångers, Nianfors och Njutångers socknar.

För Ytterhogdals socken (och från 1925 Ängersjö socken) gällde att dessa från 1680 till 1812 hörde till Jämtlands domsaga, mellan 1812 och 1879 Södra Jämtlands domsaga och från 1879 Härjedalens domsaga och till 1741 Jämtlands domsaga tinglag och från 1741 Svegs tingslag

## Demografi
| Befolkningsutveckling i Hälsingland 1910–2020  | Befolkningsutveckling i Hälsingland 1910–2020 | Befolkningsutveckling i Hälsingland 1910–2020 | Befolkningsutveckling i Hälsingland 1910–2020 | Befolkningsutveckling i Hälsingland 1910–2020 |
| ---------------------------------------------- | --------------------------------------------- | --------------------------------------------- | --------------------------------------------- | --------------------------------------------- |
|                                                |                                               |                                               |                                               |                                               |
| år                                             |                                               |                                               | folkmängd                                     |                                               |
| 1910                                           | 1910                                          |                                               | 152 570                                       | 152 570                                       |
| 1920                                           | 1920                                          |                                               | 158 895                                       | 158 895                                       |
| 1930                                           | 1930                                          |                                               | 167 441                                       | 167 441                                       |
| 1940                                           | 1940                                          |                                               | 157 932                                       | 157 932                                       |
| 1950                                           | 1950                                          |                                               | 156 318                                       | 156 318                                       |
| 1960                                           | 1960                                          |                                               | 154 595                                       | 154 595                                       |
| 1970                                           | 1970                                          |                                               | 144 972                                       | 144 972                                       |
| 1980                                           | 1980                                          |                                               | 145 609                                       | 145 609                                       |
| 1990                                           | 1990                                          |                                               | 143 781                                       | 143 781                                       |
| 2000                                           | 2000                                          |                                               | 135 310                                       | 135 310                                       |
| 2010                                           | 2010                                          |                                               | 129 871                                       | 129 871                                       |
| 2020                                           | 2020                                          |                                               | 130 733                                       | 130 733                                       |
| Källa: Statistiska centralbyrån (SCB) via fiwp |                                               |                                               |                                               |                                               |

## Geografi

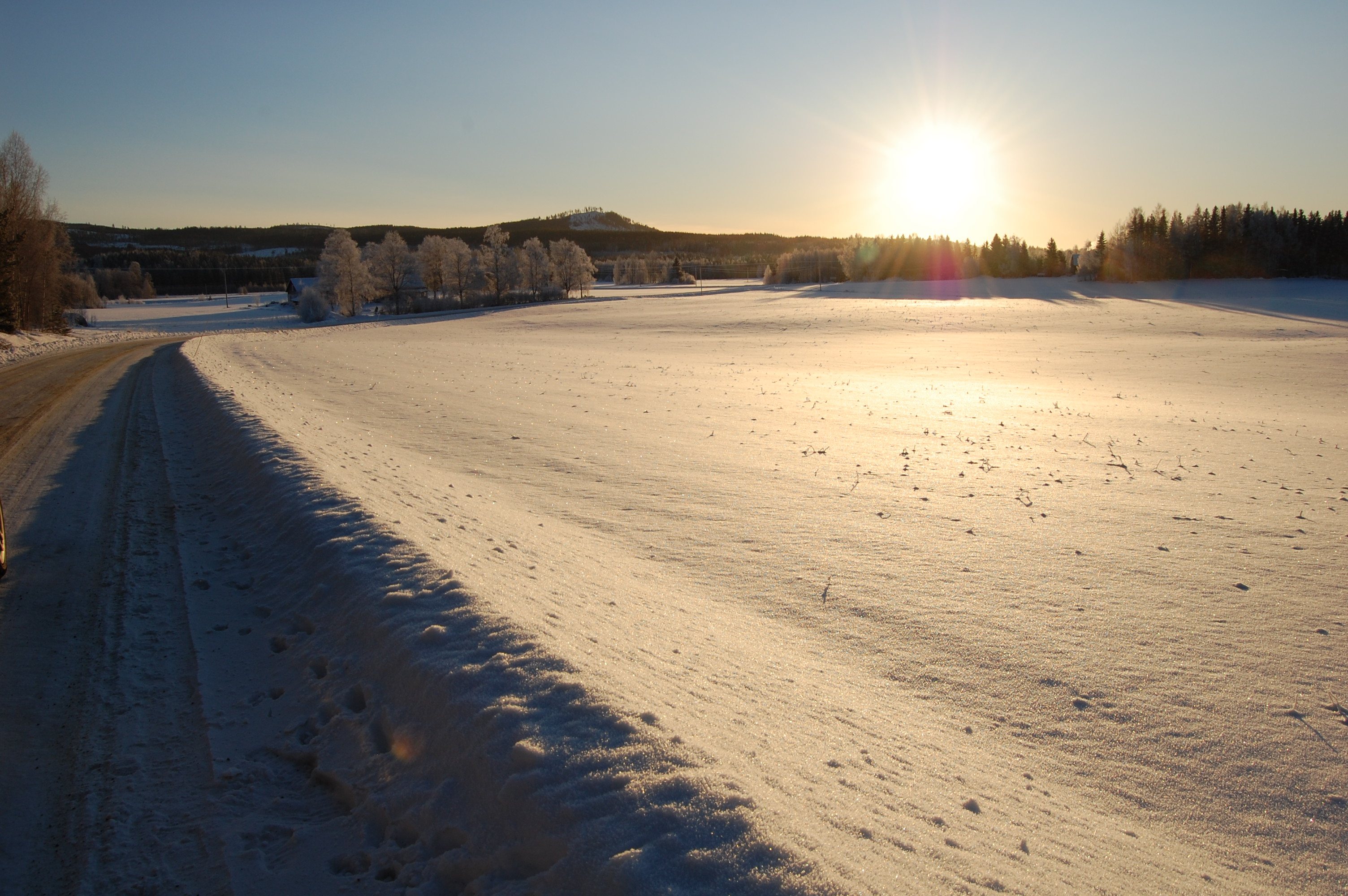
Snötäckt landskap på vägen mellan Vallsta och Arbrå.

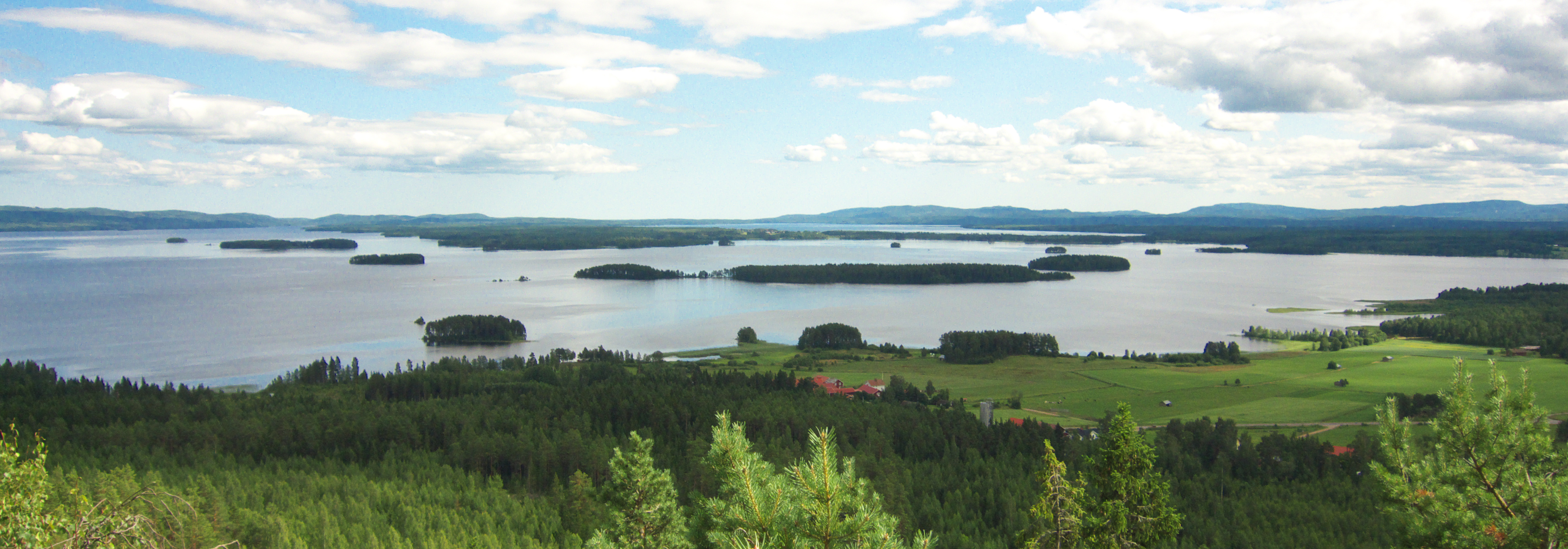
Vy över Norra Dellen från Avholmsberget.

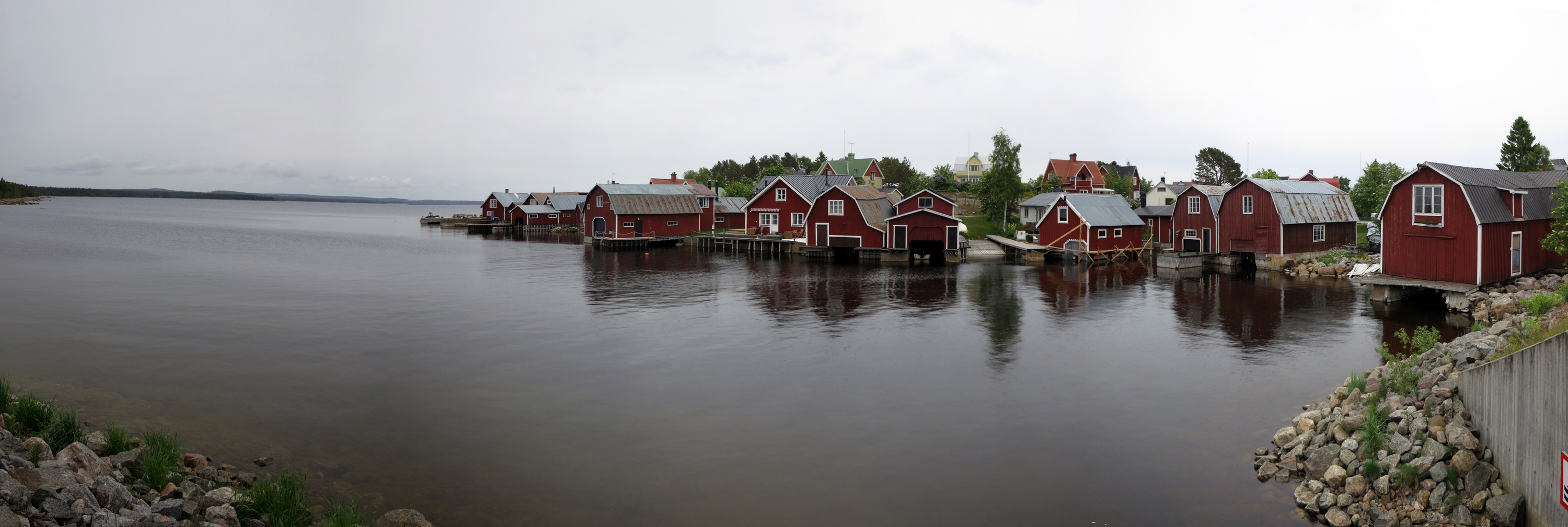
Ön Rönnskär vid Hälsingekusten.

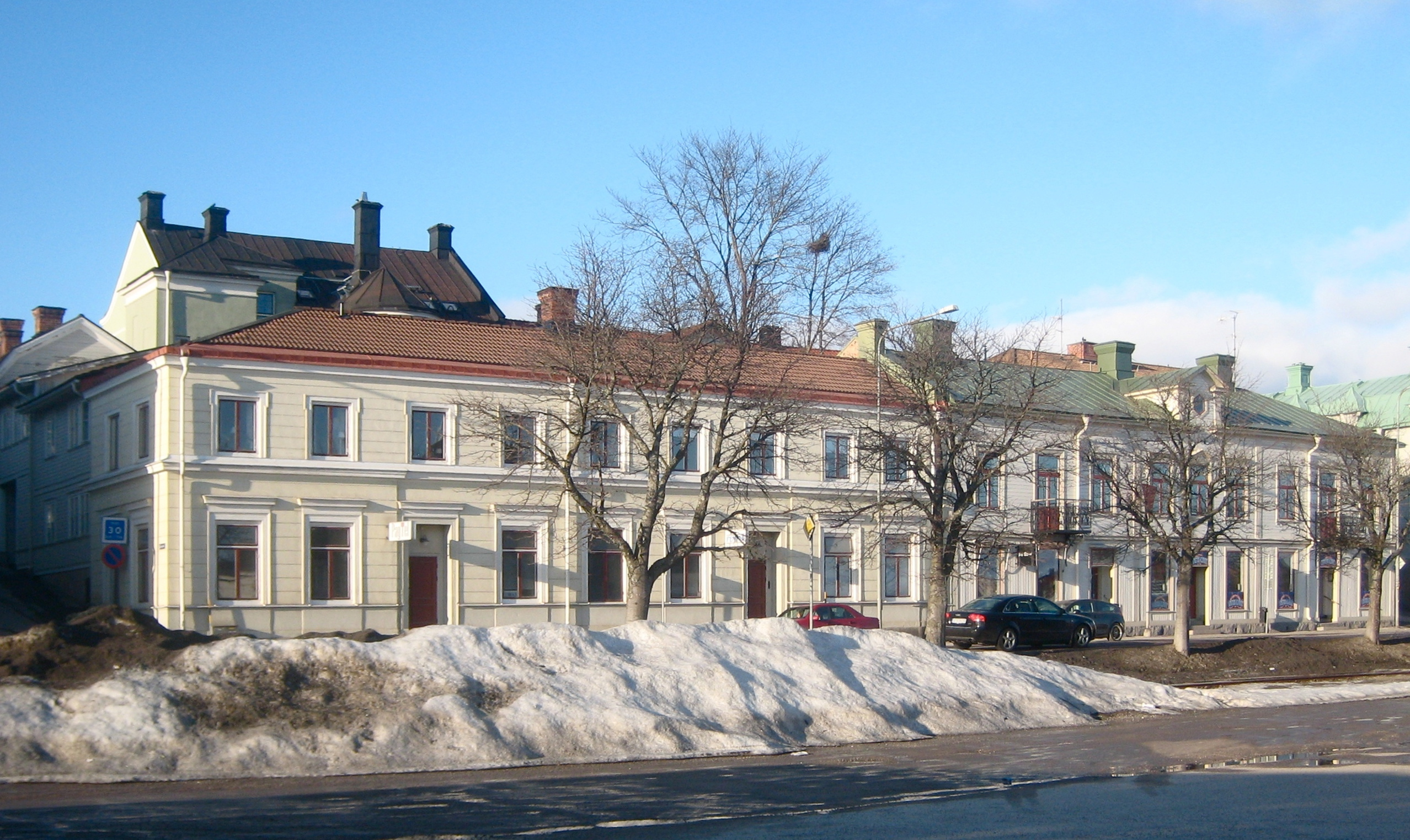
Äldre trähus i Hudiksvall

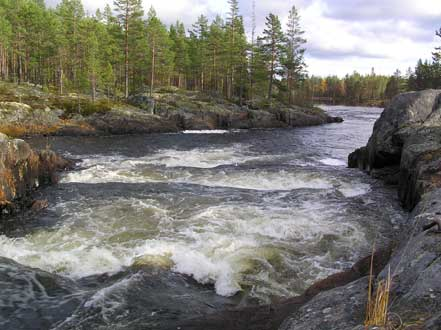
Högforsen i Voxnan.

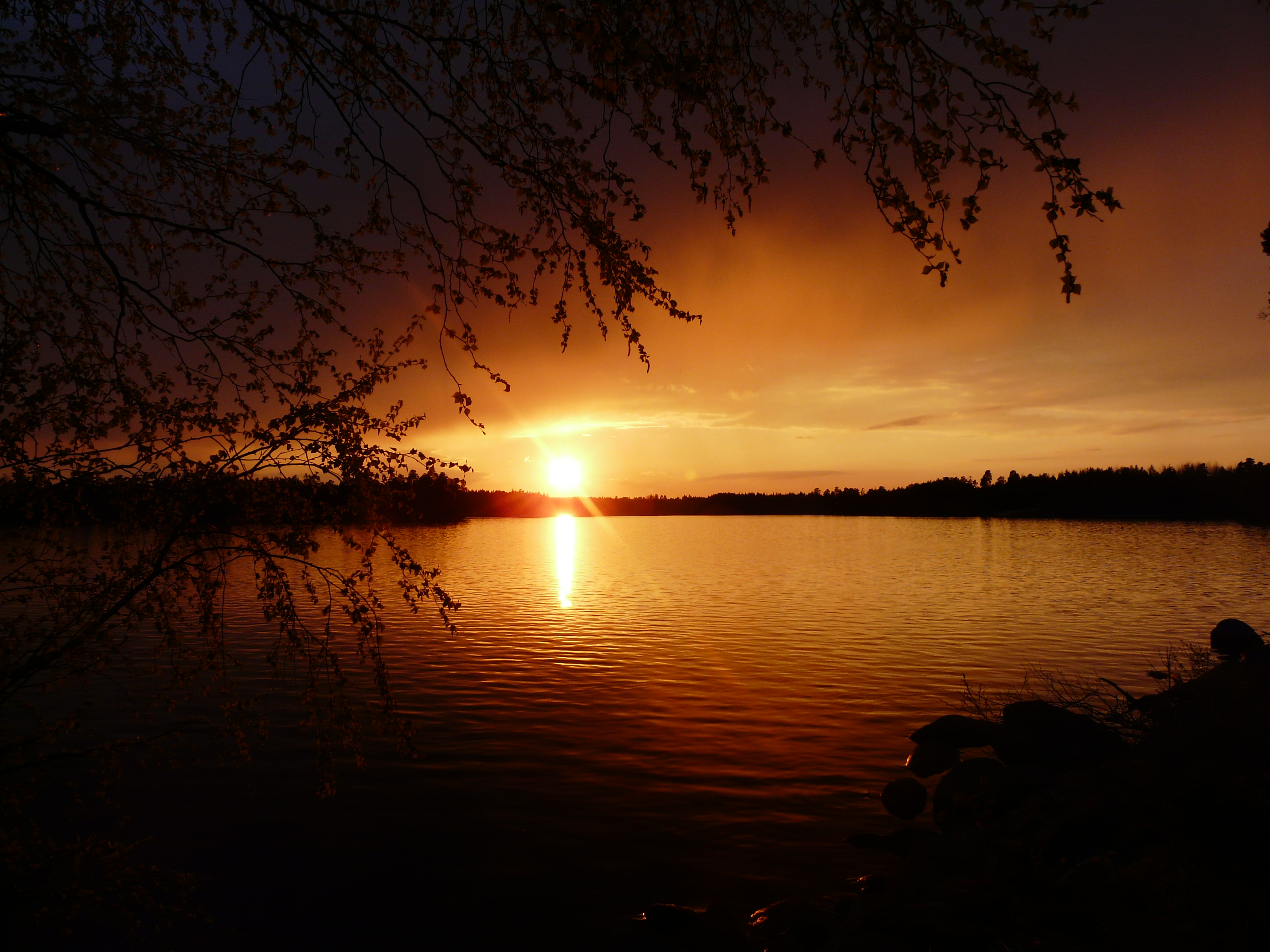
Vy över Sörsjön och Norrsjön, kvällstid.

Större delen av Hälsingland utgörs av ett bergskullandskap med en medelhöjd på 100 meter över havet. Den högsta punkten i Hälsingland är Garpkölen med 671 meter över havet. Största sjö är Dellensjöarna.
Viktigaste vattendraget är Ljusnan, som kommer från Härjedalen och rinner genom hela landskapet och mynnar vid orten Ljusne.

### Kommuner
- Bollnäs kommun
- Hudiksvalls kommun
- Nordanstigs kommun
- Ovanåkers kommun
- Söderhamns kommun
- Ljusdals kommun (förutom Hamra distrikt som ingår i Dalarna).[40]

samt mindre delar av
- Ockelbo kommun (Lingbo distrikt)
- Härjedalens kommun (Ytterhogdals distrikt och Ängersjö distrikt).[41]
- Sundsvalls kommun, en mindre del av Attmars distrikt

### Orter
| - Alfta - Arbrå - Bergsjö - Bergvik - Bjuråker - Bollnäs - Delsbo - Edsbyn - Enånger - Friggesund - Färila | - Gnarp - Grängsbo - Hassela - Hennan - Hudiksvall - Hybo - Hårga - Iggesund - Ilsbo - Järvsö - Jättendal | - Kilafors - Lingbo - Ljusdal - Ljusne - Los - Marmaverken - Mo - Njutånger - Näsviken - Ovanåker - Ramsjö | - Sandarne - Segersta - Snäre - Stocka - Strömsbruk - Söderhamn - Sörforsa - Vallsta - Viksjöfors - Ytterhogdal - Ängersjö |

### Sjöar
| - Amungen - Armsjön - Bergviken - Bofarasjön - Dellensjöarna - Florsjön - Fullen - Gryttjen - Grängen - Hennan | - Lössnan - Marmen - Mållången - Norrsjön (Alfta socken, Hälsingland) - Orsjön - Skålsjön (Alfta socken, Hälsingland) - Skålsjön (Färila socken, Hälsingland) | - Storsjön, Nordanstigs kommun - Storsjön, Hudiksvalls kommun - Storsjön, Ljusdals kommun - Timssjön - Ullungen - Varpen - Viksjön, Viksjöfors - Voxsjön |

### Vattendrag
| - Delångersån - Enångersån - Flugån - Gnarpsån | - Gryckån - Gällsån - Harmångersån - Hässjaån - Kilån - Ljusnan | - Loån - Nianån - Svågan - Trönöån - Voxnan |

## Folklig arkitektur

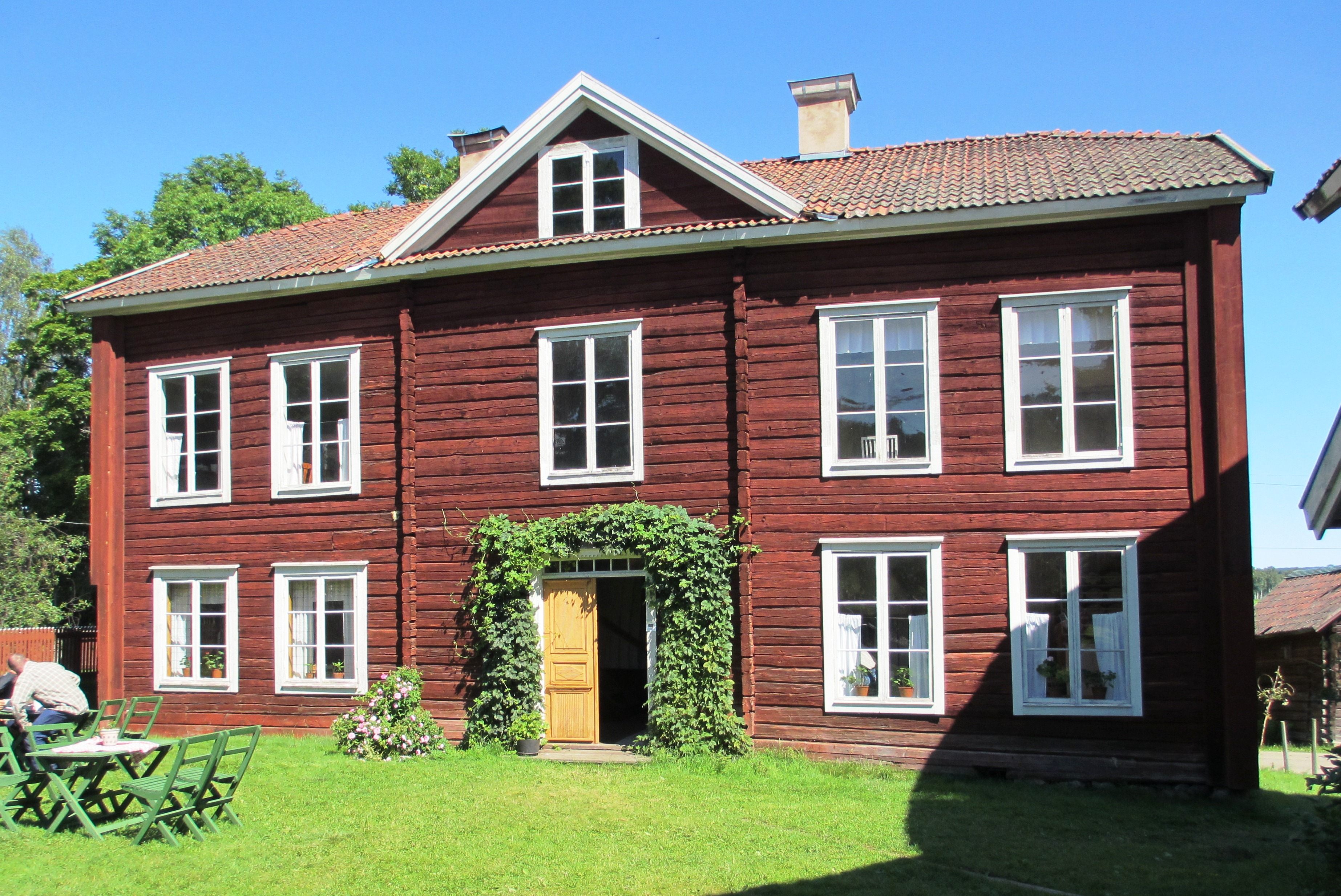
Hälsingegården Erik-Anders i Söderala socken.

### Hälsingegårdar
Hälsingland är känt för sina magnifika bondgårdar, så kallade hälsingegårdar. De är byggda för att visa rikedom och självständighet och kan vara två eller tre våningar höga. Stor uppfinningsrikedom har krävts för att smycka gårdarnas interiörer, som kombinerar dåtida mode med traditionella material och tekniker.

### Förstukvistar

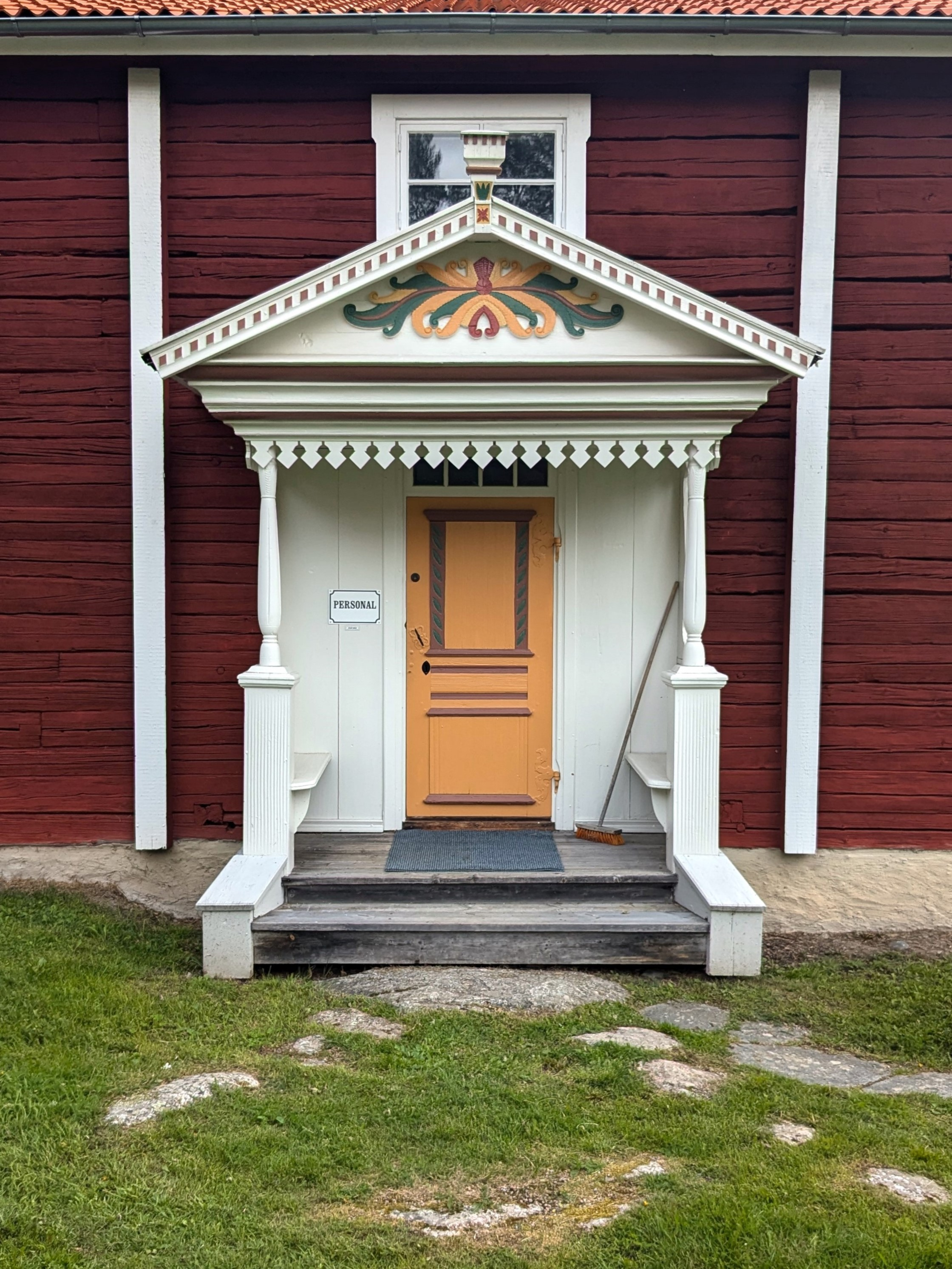
Förstukvist på gården Ol-Anders i Alfta.

Utsmyckade förstukvistar är typiskt för allmogebyggnader i Hälsingland. Förstukvistarna har olika särdrag beroende var i landskapet de finns.